# 太陽のナミダ
「太陽のナミダ」（たいようのナミダ）は、NEWSの8枚目のシングル。2008年2月27日に発売された。

## 概要
- 「NEWS CONCERT TOUR pacific 2007-2008」の東京ドーム公演で初披露され発売が発表された。
- また、同リーダーの山下智久主演映画『映画 クロサギ』主題歌としても起用されている。
- 太陽のナミダのPVでは最後に山下智久が「毎度あり」と言い(山)(P)と書かれた紙コップで目を隠す。
- 2月22日生放送のテレビ朝日系『ミュージック・ステーション』で水をかぶるなど奇抜な披露をした。
- NEWSの太陽をテーマにしたシングル表題曲は、「紅く燃ゆる太陽」以来2作目である。

## チャート成績
発売初週に23.0万枚を売り上げ、2008年3/10付週間シングルランキングで初登場1位を獲得した。メジャーデビューシングル「希望〜Yell〜」以降続く、初登場1位の記録は8作連続となった。
また、オリコン通算1050曲目の1位となった。

## 収録曲

### 初回生産限定盤
1. 太陽のナミダ
作詞・作曲：カワノミチオ、編曲：m-takeshi
  - 山下智久主演 映画『映画 クロサギ』主題歌

3rdアルバム「color」、ベストアルバム「NEWS BEST」ではコーラスアレンジしたアルバムバージョンで収録されているため、シングルバージョンで聴くことができるのは、このシングルのみである。
2. 美しすぎて Beautiful Eyes
作詞：伊達歩、作曲：Shusui, Peter Hallstrom、編曲：安部潤
3. バンビーナ
作詞：松村龍二、作曲・編曲：Shusui, Martin Ankelius, Henrik Andersson-Tervald
4. 太陽のナミダ （オリジナル・カラオケ）

### 通常盤
1. 太陽のナミダ
2. 美しすぎて Beautiful Eyes
3. Lady Spider
作詞：稀月真皓、作曲・編曲：m-takeshi

## 映像作品
太陽のナミダ
- NEWS CONCERT TOUR pacific 2007 2008 -THE FIRST TOKYO DOME CONCERT
- NEWS LIVE DIAMOND
- NEWS DOME PARTY 2010 LIVE! LIVE! LIVE! DVD!
- NEWS LIVE TOUR 2012 〜美しい恋にするよ〜
  - 4人体制 初披露
- NEWS 10th Anniversary in Tokyo Dome
- NEWS LIVE TOUR 2016 QUARTETTO
- NEWS 20th Anniversary LIVE 2023 in TOKYO DOME BEST HIT PARADE!!! 〜シングル全部やっちゃいます〜
  - 3人体制 初披露

バンビーナ
- NEWS LIVE DIAMOND
- NEWS LIVE TOUR 2012 〜美しい恋にするよ〜
  - 4人体制 初披露
- NEWS LIVE TOUR 2017 NEVERLAND